# Горња Црнча (Вишеград)
Горња Црнча је насељено мјесто у општини Вишеград, Република Српска, БиХ. Према попису становништва из 1991. у насељу је живјело 202 становника.

## Становништво
| Националност       | 1991.        |
| Муслимани          | 197 (97,04%) |
| Југословени        | 1 (0,49%)    |
| остали и непознато | 5 (2,46%)    |
| Укупно             | 203          |

| Демографија | Демографија | Демографија |
| Година      | Становника  | Становника  |
| ----------- | ----------- | ----------- |
| 1991.       | 202         |             |